# Truttemer-le-Petit
Truttemer-le-Petit település Franciaországban, Calvados megyében. Lakosainak száma 118 fő (2018. január 1.). Truttemer-le-Petit Bernières-le-Patry, Truttemer-le-Grand, Chaulieu, Le Ménil-Ciboult, Saint-Christophe-de-Chaulieu és Saint-Quentin-les-Chardonnets községekkel határos.

## Népesség
A település népessége az elmúlt években az alábbi módon változott:
| Lakosok száma | 175  | 159  | 145  | 135  | 115  | 114  | 101  | 101  | 106  | 118  |
|               | 1962 | 1968 | 1982 | 1990 | 1999 | 2008 | 2011 | 2013 | 2017 | 2018 |